# Parafia Miłosierdzia Bożego w Mszanie Dolnej
Parafia Miłosierdzia Bożego w Mszanie Dolnej – parafia należąca do dekanatu Mszana Dolna archidiecezji krakowskiej. Została utworzona w 2005. Funkcje kościoła parafialnego pełni kościół pw. Miłosierdzia Bożego, wybudowany w latach 2005–2011. Mieści się on przy placu świętej siostry Faustyny 1.

## Historia
14 czerwca 2002 metropolita krakowski kard. Franciszek Macharski skierował ks. Stanisława Parzygnata to tworzenia nowej parafii i budowy kościoła w Mszanie Dolnej. 19 czerwca 2003, w Uroczystość Najświętszego Ciała i Krwi Pańskiej, na terenie przeznaczonym pod budowę kościoła i plebanii odprawiono pierwszą mszę. 11 października kard. Franciszek Macharski poświęcił krzyż misyjny i plac budowy. 2 sierpnia 2004 wbito pierwszą łopatę i rozpoczęto budowę plebanii z tymczasową kaplicą w przyziemiu. W nocy z 24 na 25 grudnia w kaplicy odprawiono pierwszą Pasterkę. Kaplica została poświęcona przez metropolitę krakowskiego 12 lutego 2005. Dzień później wydano dekret erygowania parafii, a ks. Stanisław Parzygnat otrzymał nominację proboszczowską. 28 lutego Rada Miasta Mszana Dolna nadała kościelnemu placowi imię św. Siostry Faustyny. 30 czerwca rozpoczęto budowę kościoła. 10 maja 2006 do parafii przywieziono trzy dzwony. 14 września 2009, w Święto Podwyższenia Krzyża Pańskiego, na wieży kościoła zamontowano krzyż. 9 października 2010 dzwony, zamontowane w tymczasowej dzwonnicy, przeniesiono na wieżę. W nocy z 24 na 25 grudnia w murach budowanej świątyni odprawiono pierwszą Pasterkę. 1 maja 2011, w dniu beatyfikacji Jana Pawła II, w kościele odprawiono pierwszą mszę odpustową. W dniach od 23 do 29 października w parafii odbyły się pierwsze misje święte prowadzone przez o. Bogdana Waliczka. 30 października 2011 metropolita krakowski kard. Stanisław Dziwisz pobłogosławił kościół pw. Miłosierdzia Bożego. 

## Proboszczowie
- ks. Stanisław Parzygnat, 2005–2012
- ks. dr Tadeusz Mrowiec, od 2012

## Relikwiarze świętych i błogosławionych znajdujące się w parafii
- św. Faustyna Kowalska
- św. Jan Paweł II
- św. Ojciec Pio
- św. Teresa Benedykta od Krzyża
- św. Szymon z Lipnicy
- św. Brat Albert
- św. Zygmunt Szczęsny Feliński
- św. Jan Bosko
- Dzieci Fatimskie
- bł. ks. Jerzy Popiełuszko
- św. Stanisław Papczyński
- bł. Michał Sopoćko